# Betty Williams
Elizabeth "Betty" Williams, född Smyth den 22 maj 1943 i Belfast, Nordirland, död 17 mars 2020 i Belfast, var en nordirländsk fredsaktivist, grundare av Ulster Peace Movement. För sina insatser i gräsrotsrörelsen The Community of Peace People, vars mål var att få slut på våldet mellan protestanter och katoliker i Nordirland, tilldelades Betty Williams tillsammans med Mairead Corrigan Nobels fredspris 1976. Williams och Corrigan grundade organisationen efter att de blivit vittnen till att tre barn dödats i en skottlossning i Belfast. 1980 lämnade Williams organisationen för att två år senare bosätta sig i USA. Hon har haft flera uppdrag för humanitära organisationer för barns och kvinnors rättigheter. 2006 grundade hon tillsammans med fem andra kvinnliga fredspristagare Nobel Women's Initiative. Hon var verksamhetschef för Institute for Asian Democracy och har verkat som gästforskare vid Nova Southeastern University. Betty Willams har även arbetat för Global Children’s foundation samt varit ordförande för World Centers of Compassion for Children International.